# Hayden Josefski
Hayden Josefski (* 15. Juni 1988) ist ein australischer Radrennfahrer.
Josefski wurde auf der Bahn 2005 australischer Juniorenmeister in der Mannschaftsverfolgung. 2006 wurde er auf der Straße nationaler Meister im Einzelzeitfahren der Junioren. Bei den Oceania Games 2006 gewann er mit Phillip Thuaux, Zakkari Dempster und Stephen Rossendell die Mannschaftsverfolgung der Elite. In der folgenden Saison gewann er bei den Ozeanienspielen das U23-Einzelzeitfahren.

## Erfolge
2005
- Australischer Meister – Mannschaftsverfolgung (Junioren)

2006
- Australischer Meister – Einzelzeitfahren (Junioren)
- Ozeanienspiele – Mannschaftsverfolgung

2007
- Ozeanienspiele – Einzelzeitfahren (U23)

## Teams
- 2008 Southaustralia.com-AIS